# Estatuilla

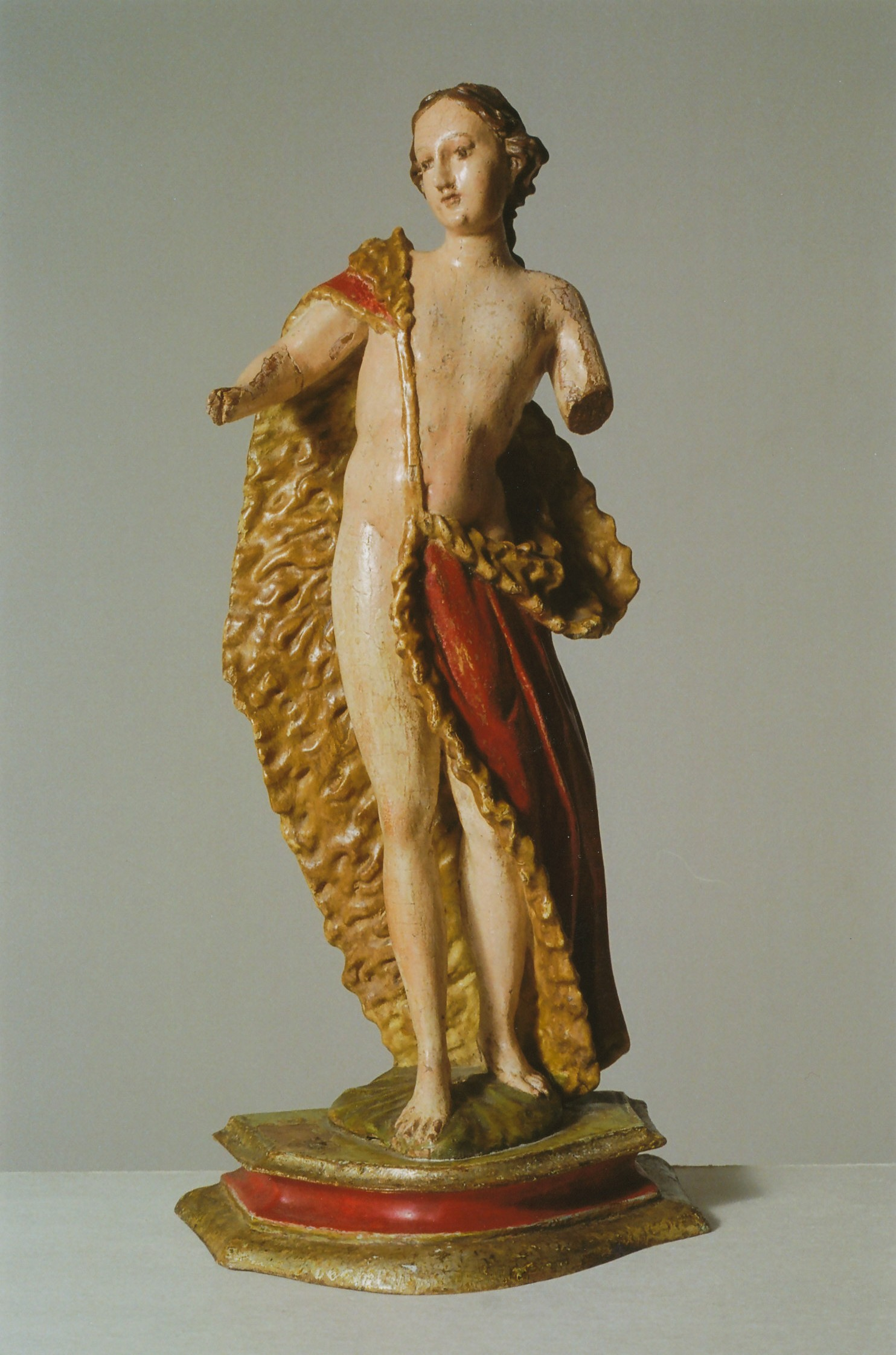
Estatuilla de San Juan Bautista en madera policromada,.

Estatuilla, figurilla o figurita son denominaciones para las esculturas de pequeño formato. Pueden estar realizadas con cualquier técnica o material (escultura en bronce y otros metales, talla en madera, piedra o marfil, modelado -el más tradicional en arcilla posteriormente cocida: cerámica o terracota-, porcelana, vidrio -tallado en el caso del cristal-, plástico -tallado en algún caso, como el metacrilato-, etc.) Pueden representar cualquier forma humana, animal o cualquier objeto. Pueden ser realistas o icónicas y de mayor o menor calidad, dependiendo de la maestría e intenciones del escultor. En la bibliografía de historia del arte y el mercado de arte se usan también los términos franceses de figurine y statuette.
Las que contienen partes movibles o articuladas suelen denominarse maniquíes o muñecos. Las que se mueven por sí mismas, autómatas (o, más recientemente robots).
Algunas se denominan miniaturas; otras se usan en juegos de tablero o juegos de rol. Particular importancia histórica han tenido las figuras del ajedrez.

## Prehistoria

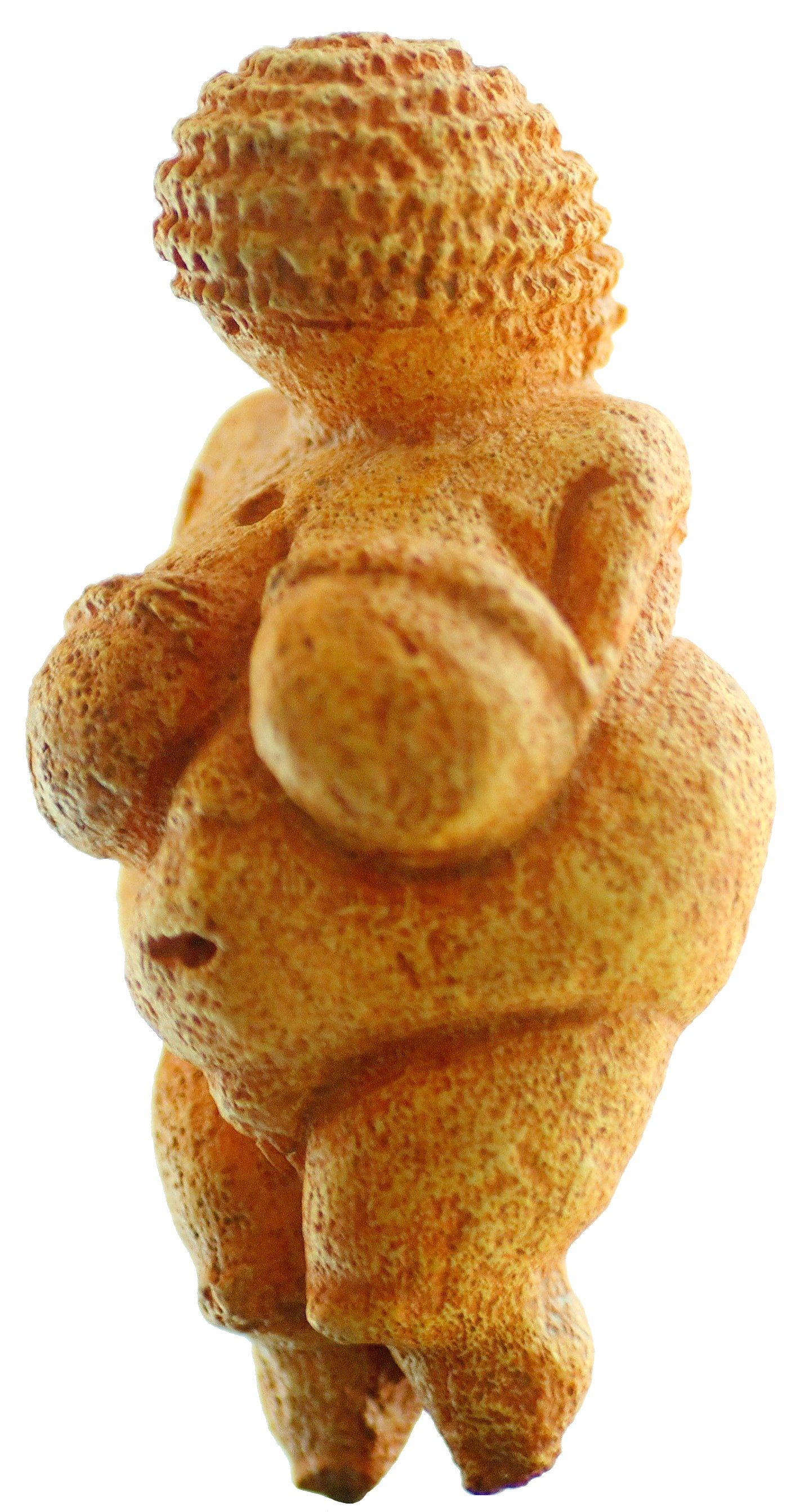
Venus de Willendorf, que, como todas las venus paleolíticas, tienen el tamaño propio de las estatuillas.

Figuritas y estatuillas están entre los objetos utilizados por la cultura humana desde sus inicios. Aunque es muy difícil determinar las características de su uso (joyería, juguetes, imágenes religiosas), estaban en muchos casos asociadas a los rituales de enterramiento.
Las denominadas venus paleolíticas están entre las primeras escultóricas; se las supone relacionadas con algún tipo de culto de la fertilidad. Los primeros ejemplos, asiáticos y africanos, tienen más de cien mil años de antigüedad. Las primeras europeas son algo posteriores, y algunas de ellas pueden considerarse como los primeros ejemplos de cerámica, al ser su material arcilla endurecida al fuego (entre veinte y treintamil años de antigüedad). En China se produjeron estatuillas desde al menos el Neolítico.

## Historia
Desde la antigüedad, se utilizó la cerámica para modelar figurillas y en particular la porcelana, desarrollada en China y copiada en Europa desde el siglo XVIII -porcelana de Meissen.
Estatuillas en el arte mesopotámico

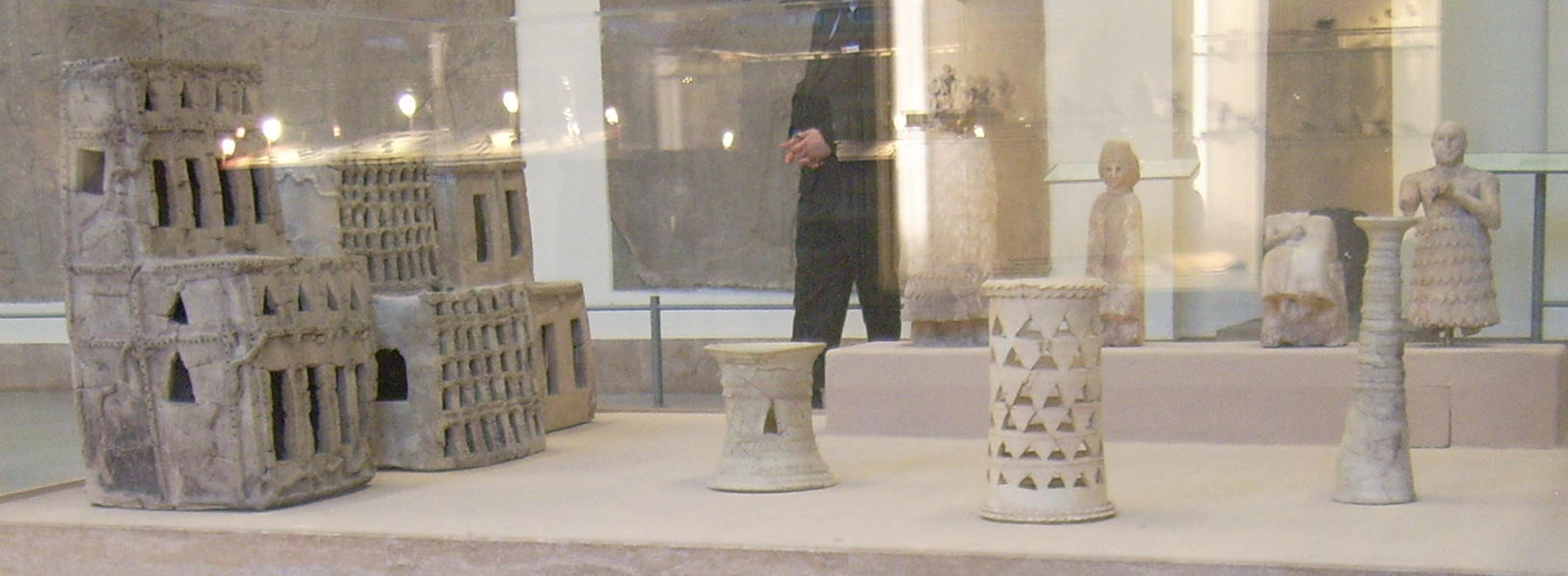
Estatuillas del antiguo templo de Assur. Museo de Pérgamo (Berlín).
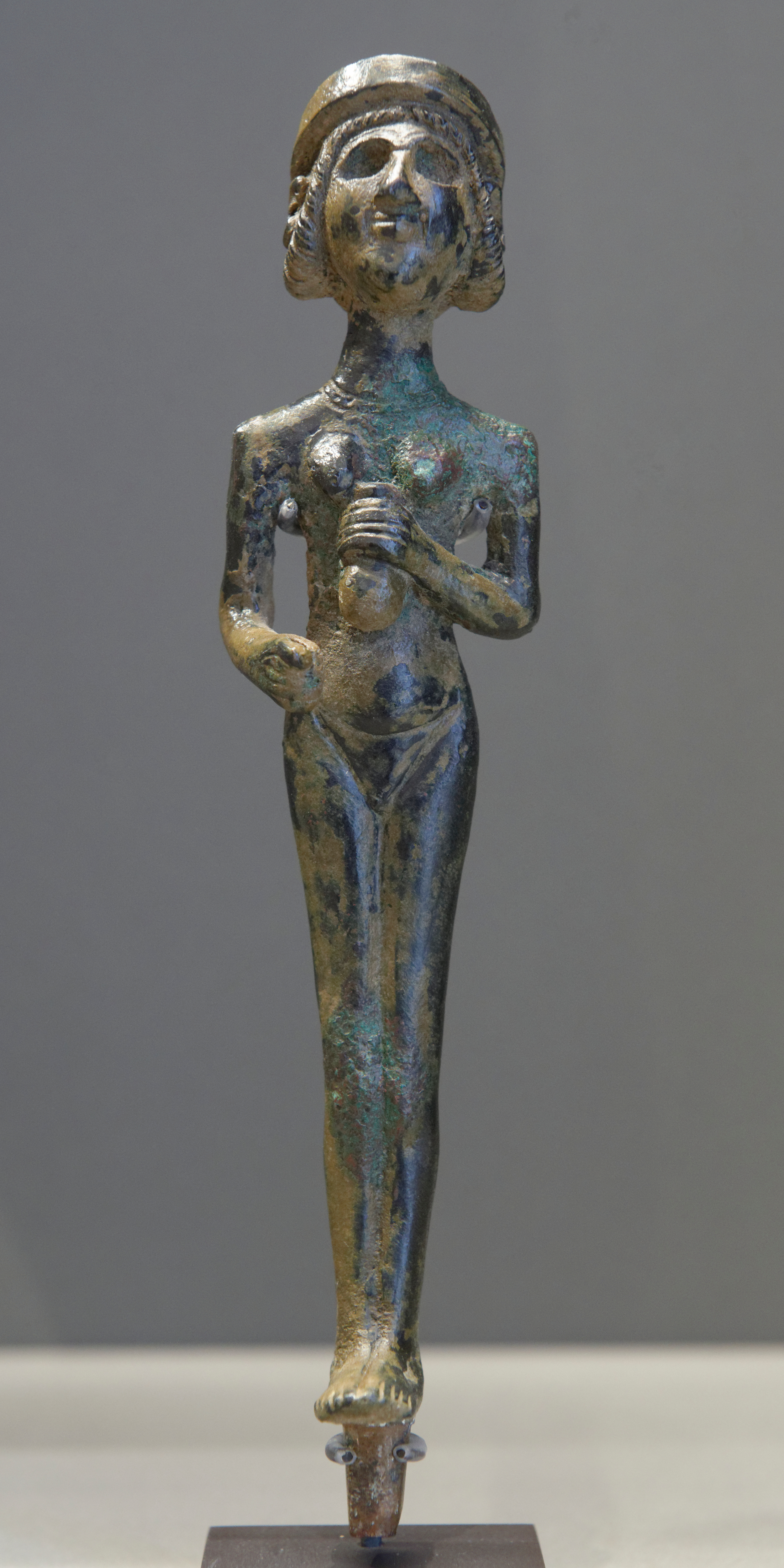
Estatuilla en bronce neoasiria, II milenio a. C.
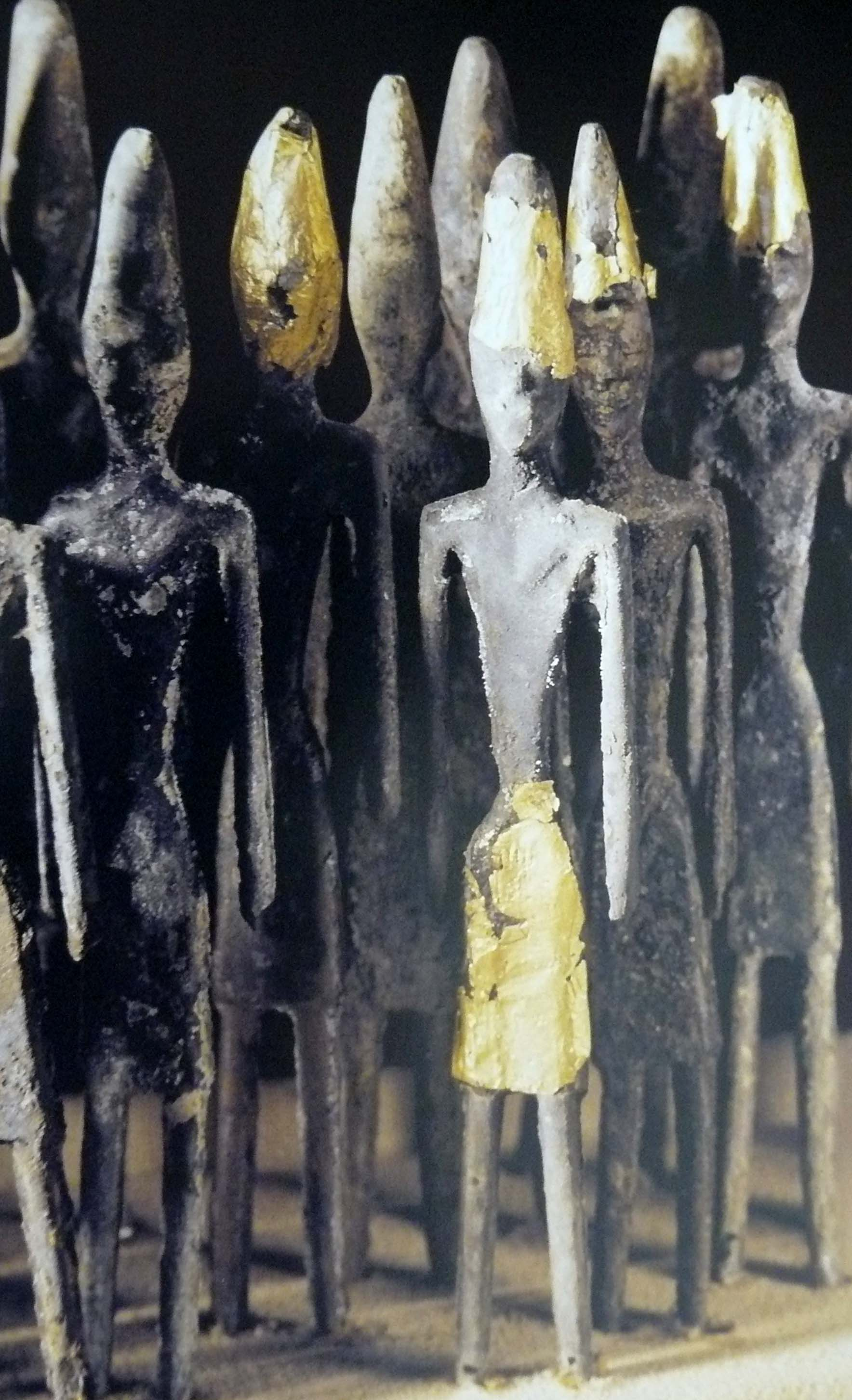
Estatuillas fenicias, II milenio a. C.
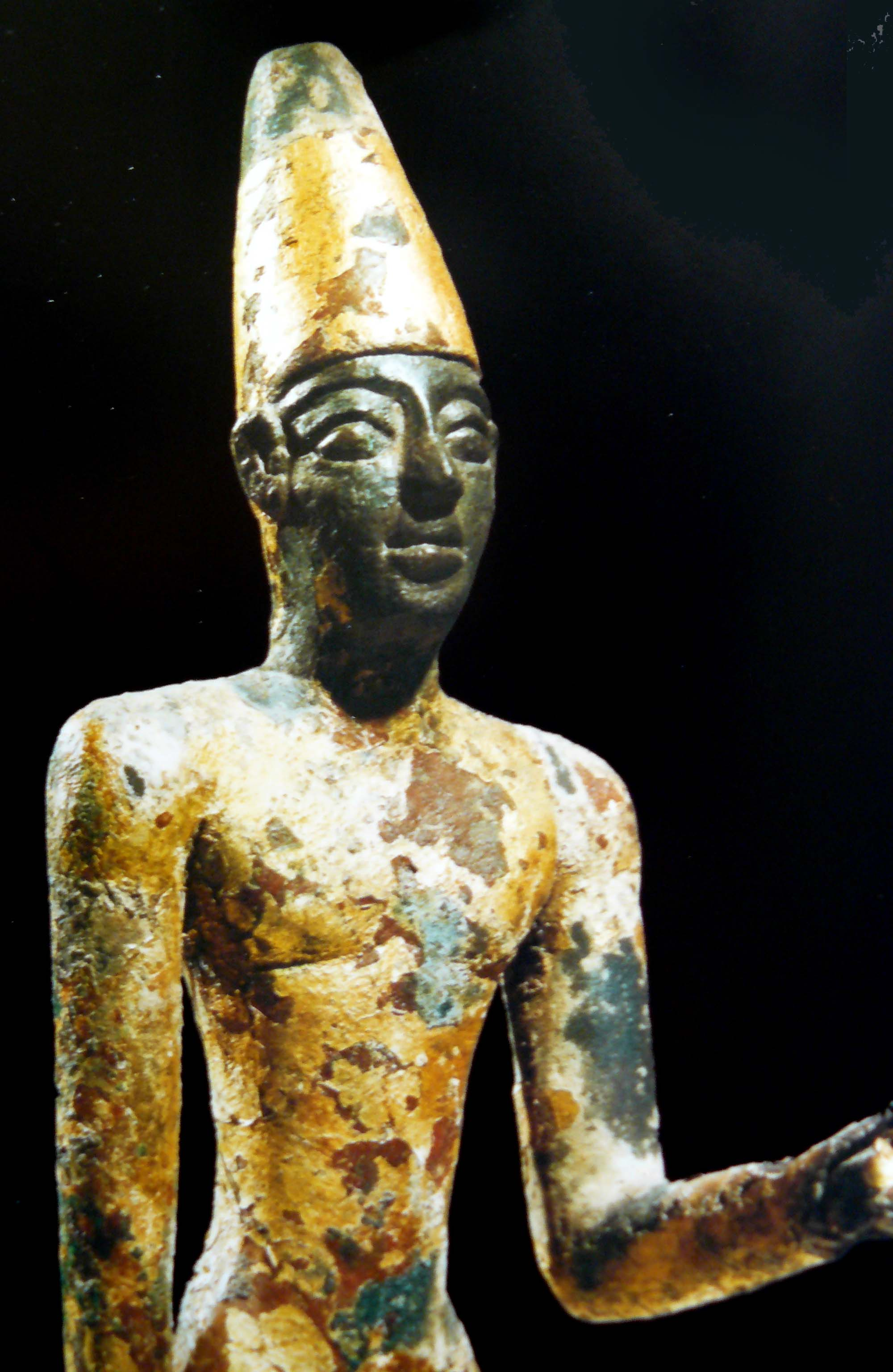
Estatuilla en bronce del dios fenicio Reshef procedente de Biblos, II milenio a. C. Museo Nacional de Beirut.
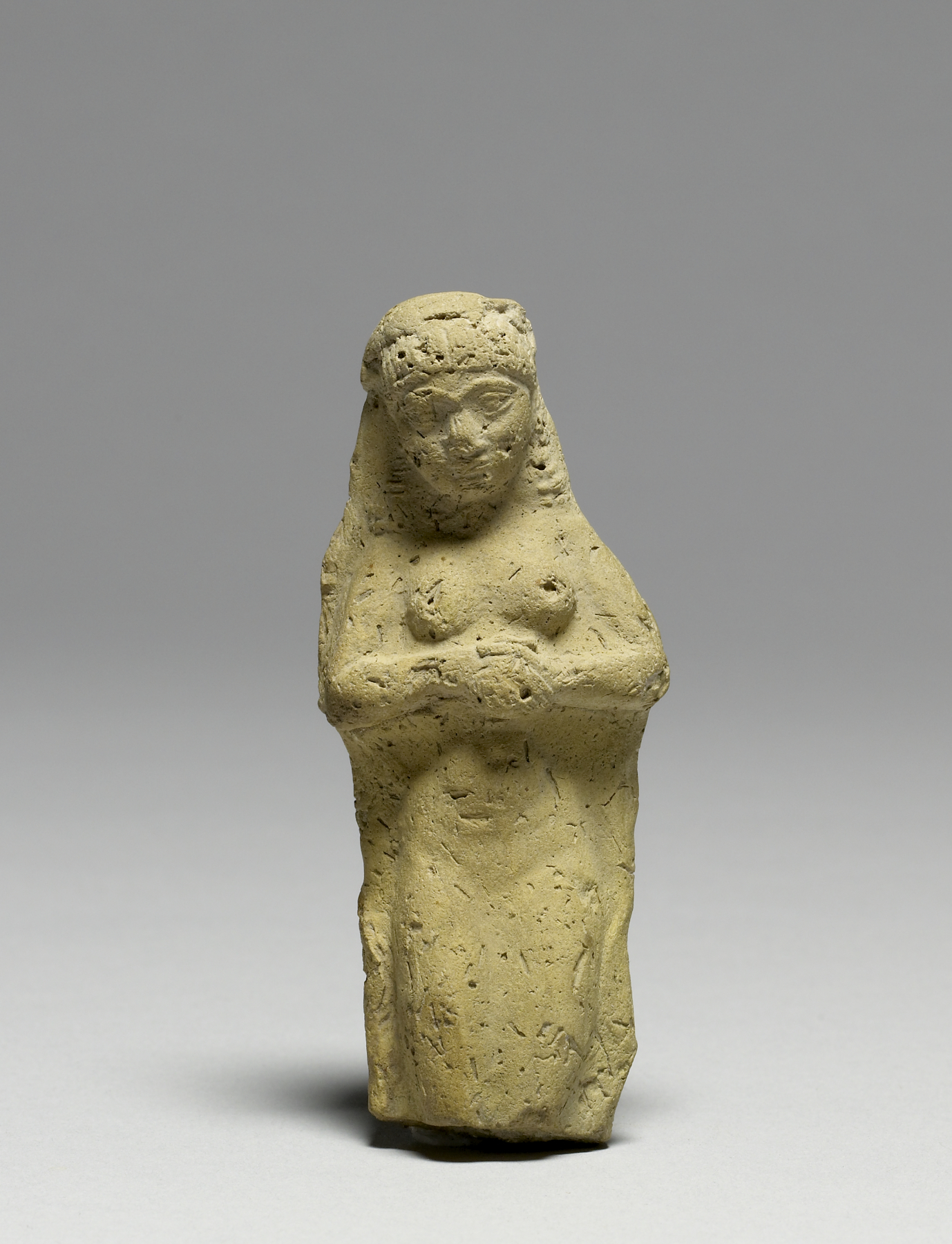
Estatuilla en terracota babilónica, primera mitad del I milenio a. C.

Estatuillas en el arte egipcio

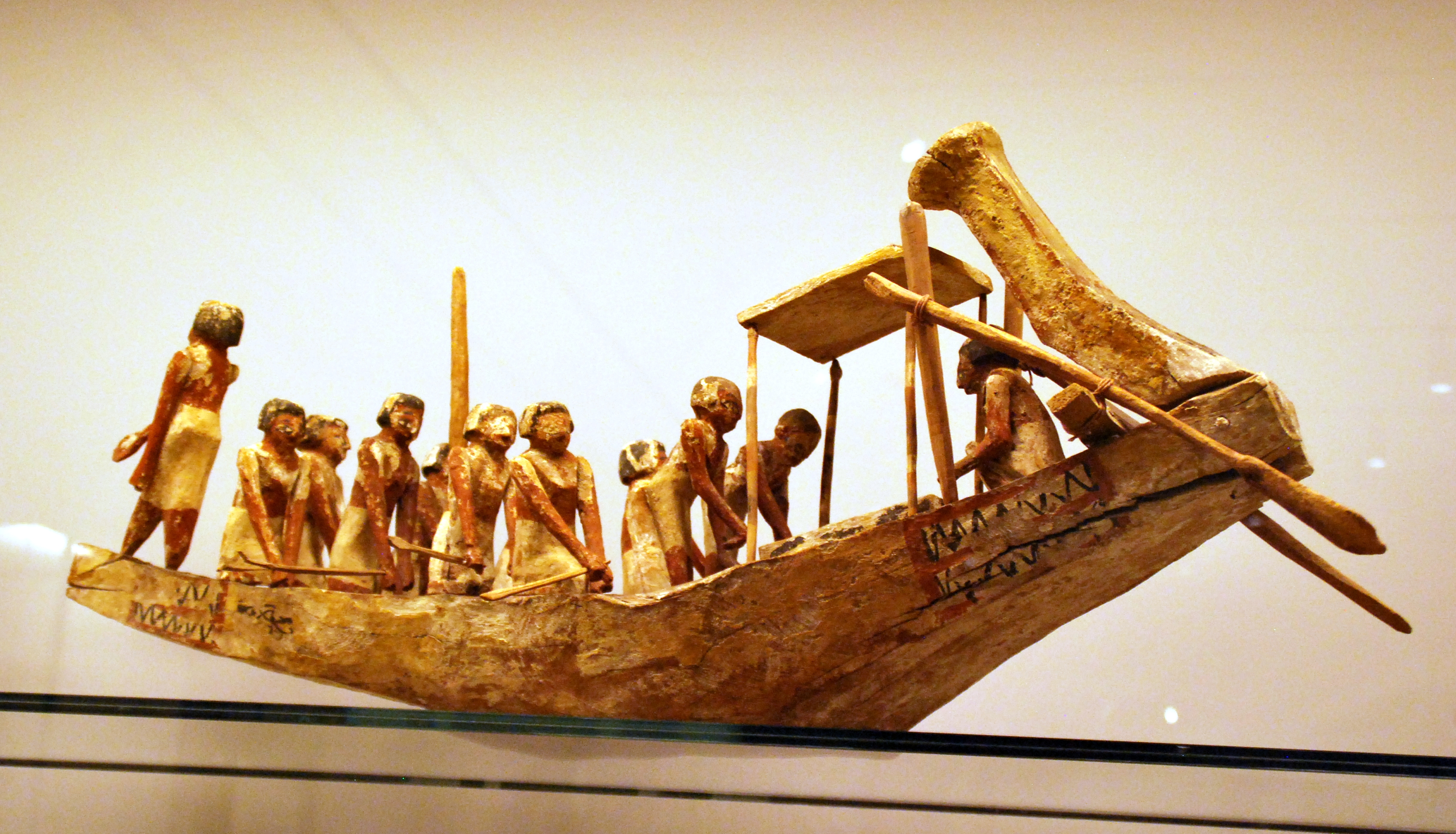
Barca de la tumba de Dyehutynajt. Museo de Bellas Artes de Boston.
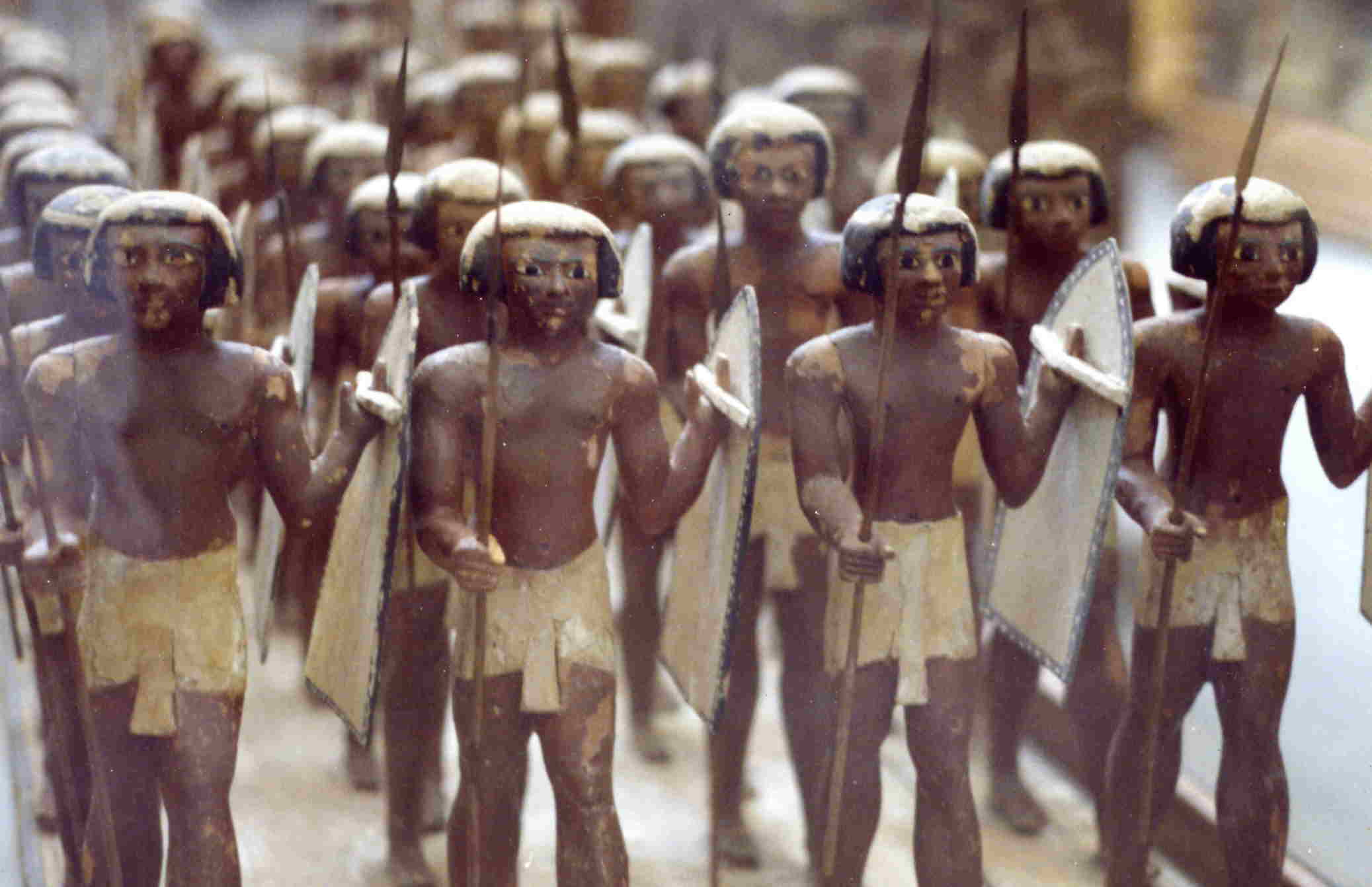
Soldados de la tumba de Mesehti. Museo Egipcio de El Cairo.
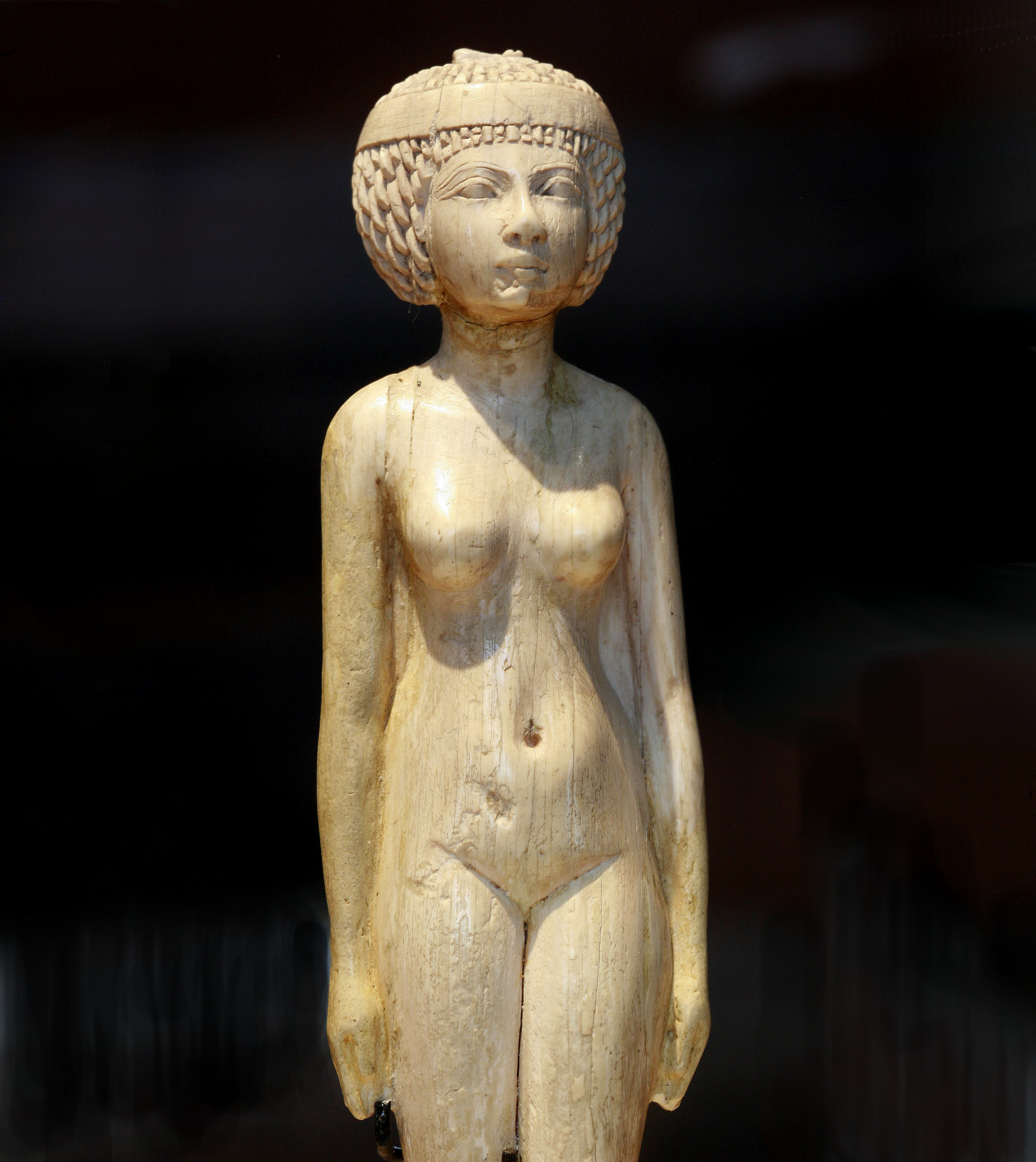
Estatuilla egipcia. Museo del Louvre.
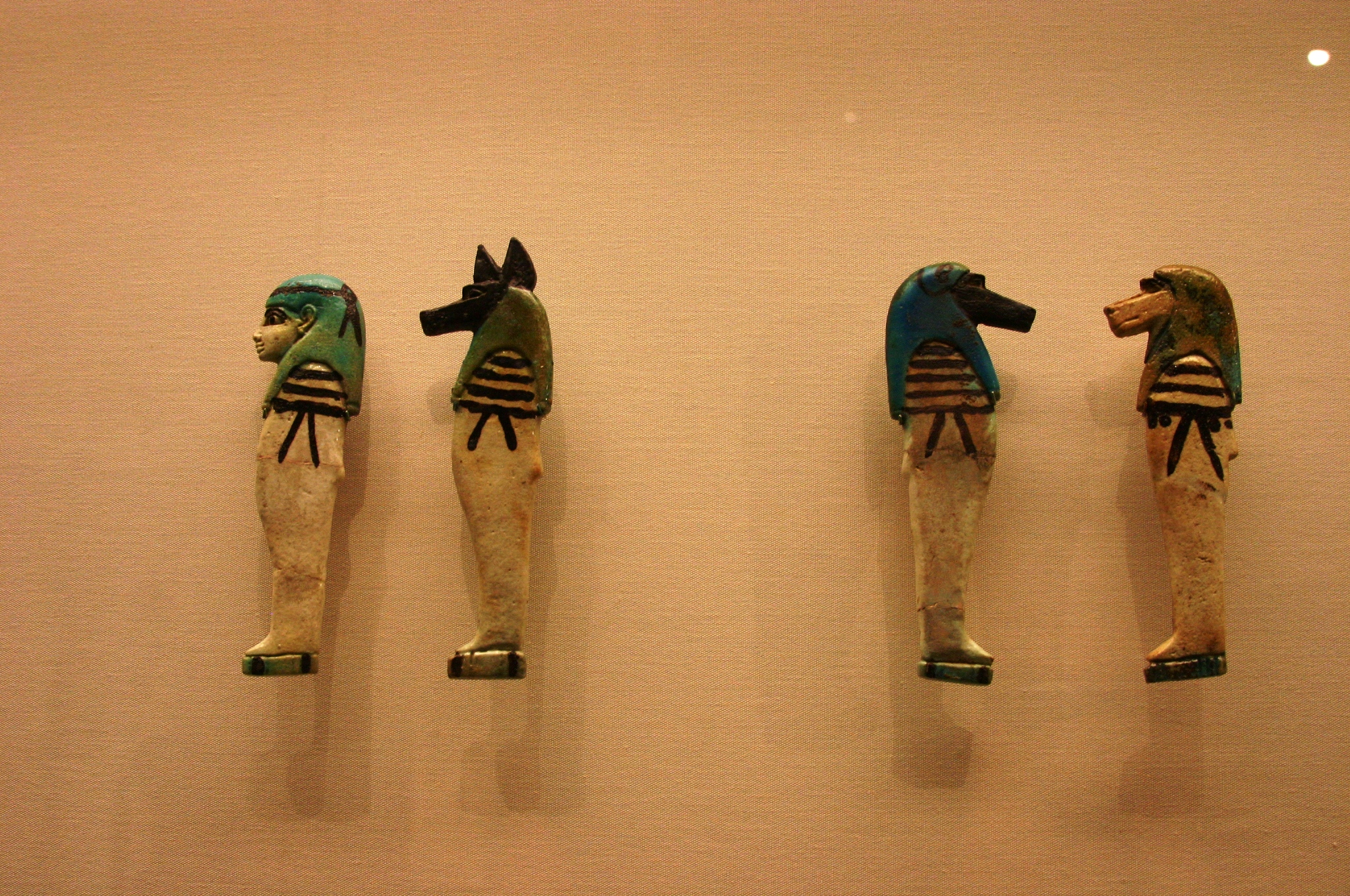
Estatuillas egipcias. Museo Gulbenkian.
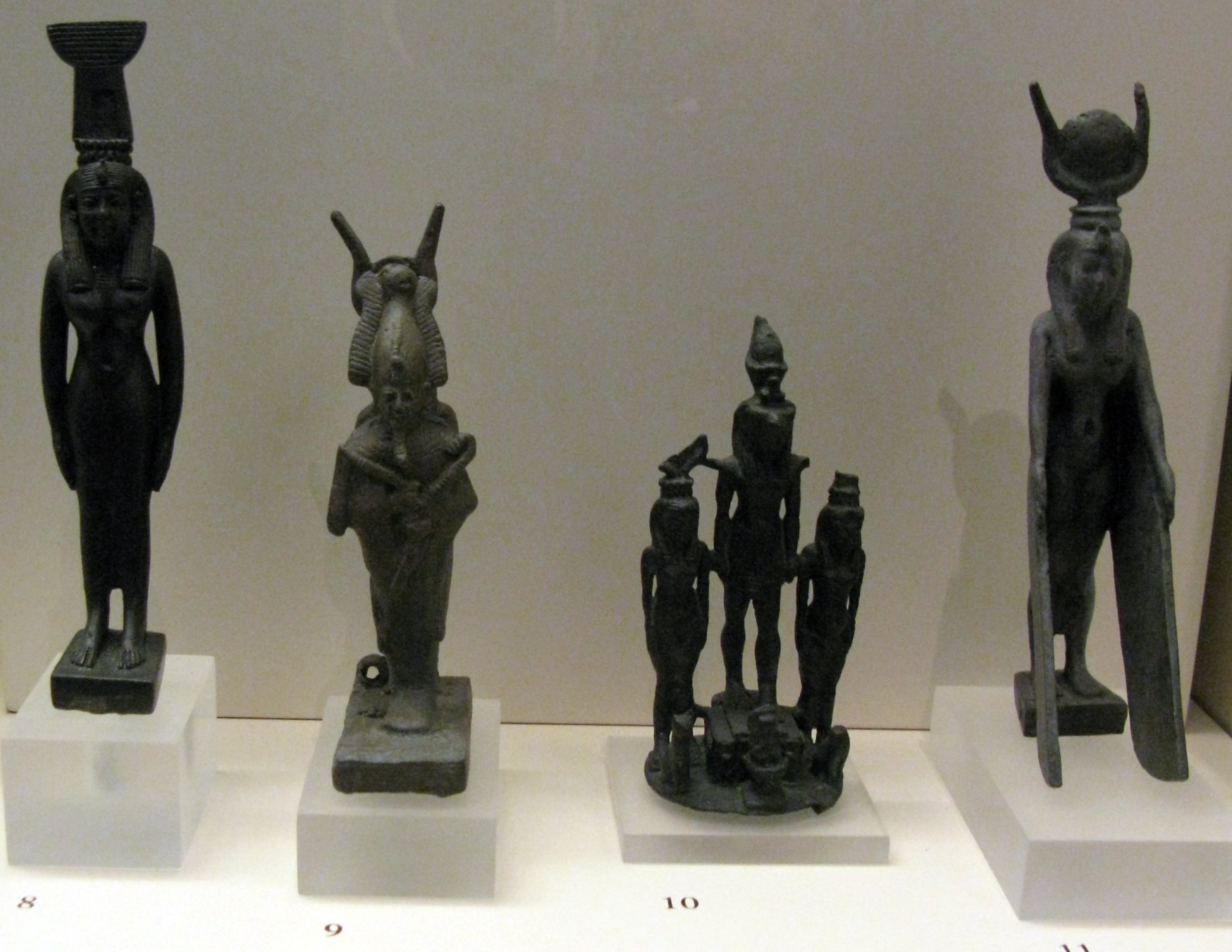
Estatuillas egipcias. Museo Arqueológico Nacional de Atenas.

Estatuillas en el arte prehelénico, etrusco y el grecorromano
- El arte minoico de Creta tiene estatuillas de terracota con detalles faciales asociadas a los estratos de la Edad del Hierro.[3]
- Estatuillas de tipo psi y phi,[4] en el arte micénico
- Figurillas de terracota griegas

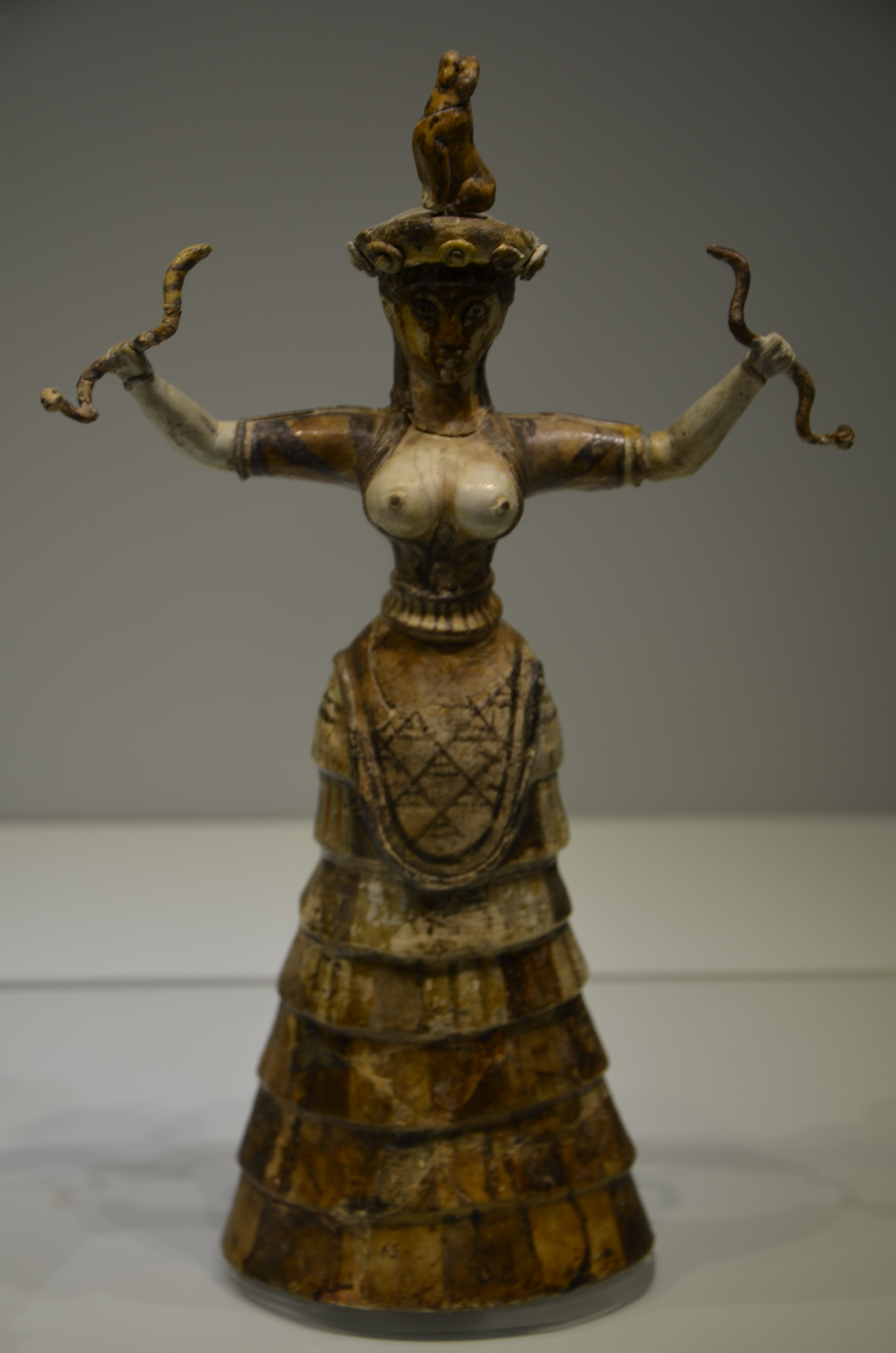
Diosa de las serpientes, minoica, II milenio a. C.
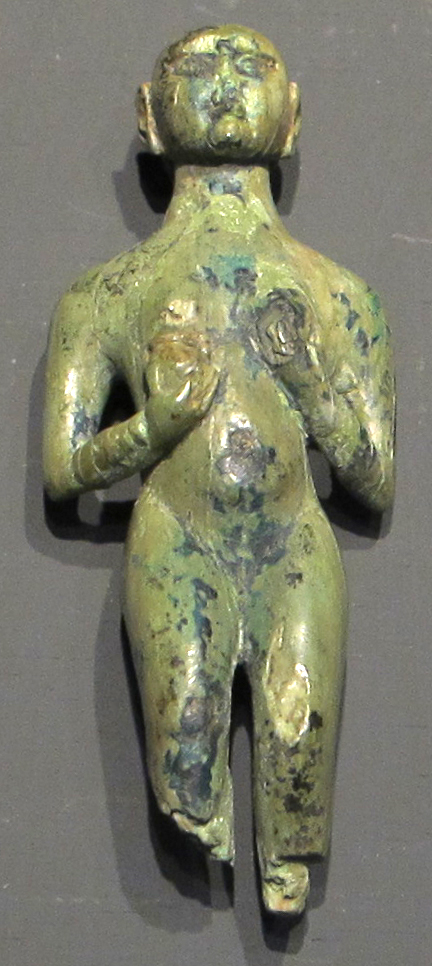
Estatuilla en marfil etrusca, siglo VII a. C.
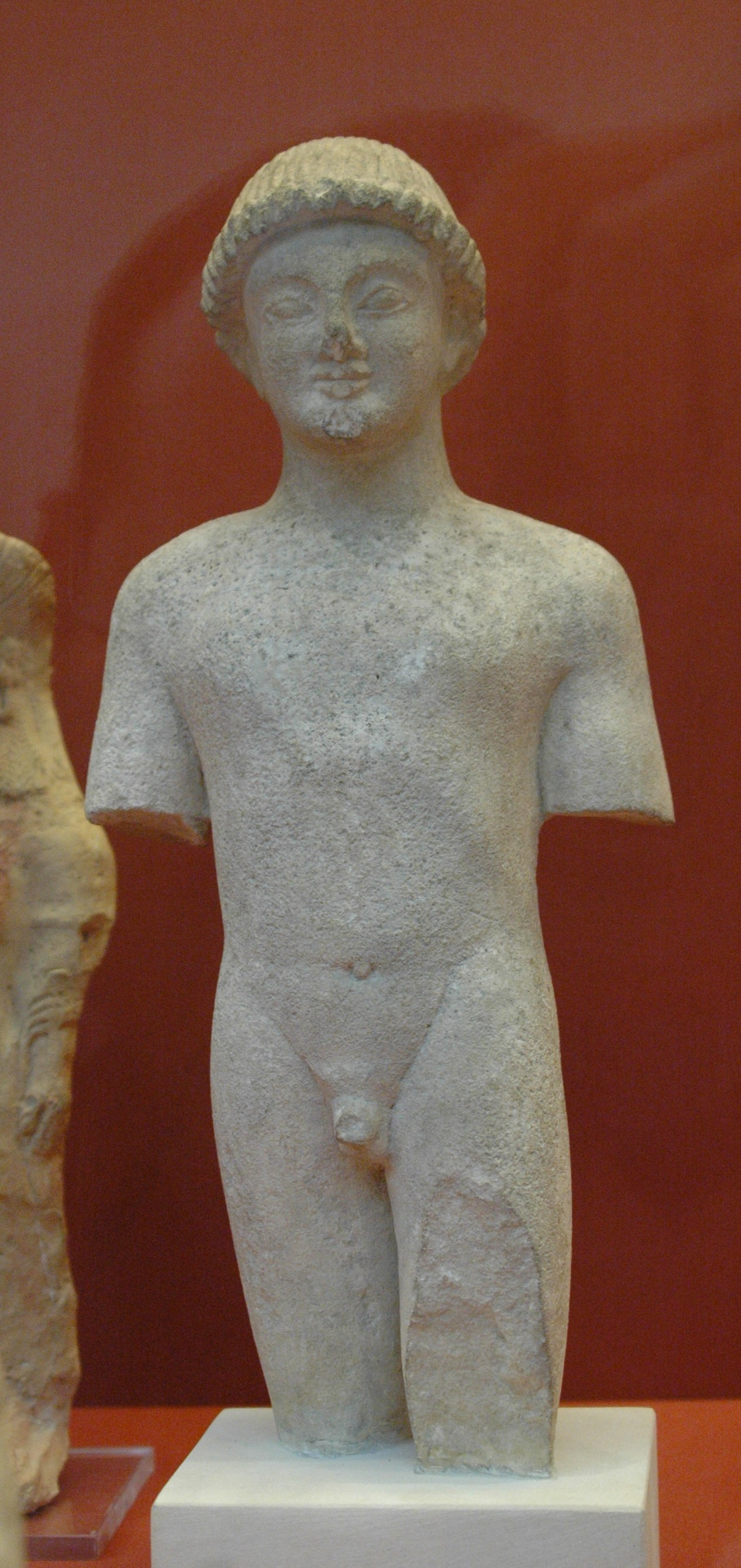
Estatuilla chipriota en piedra de un kurós, procedente del templo de Apolo en Idalion. British Museum.
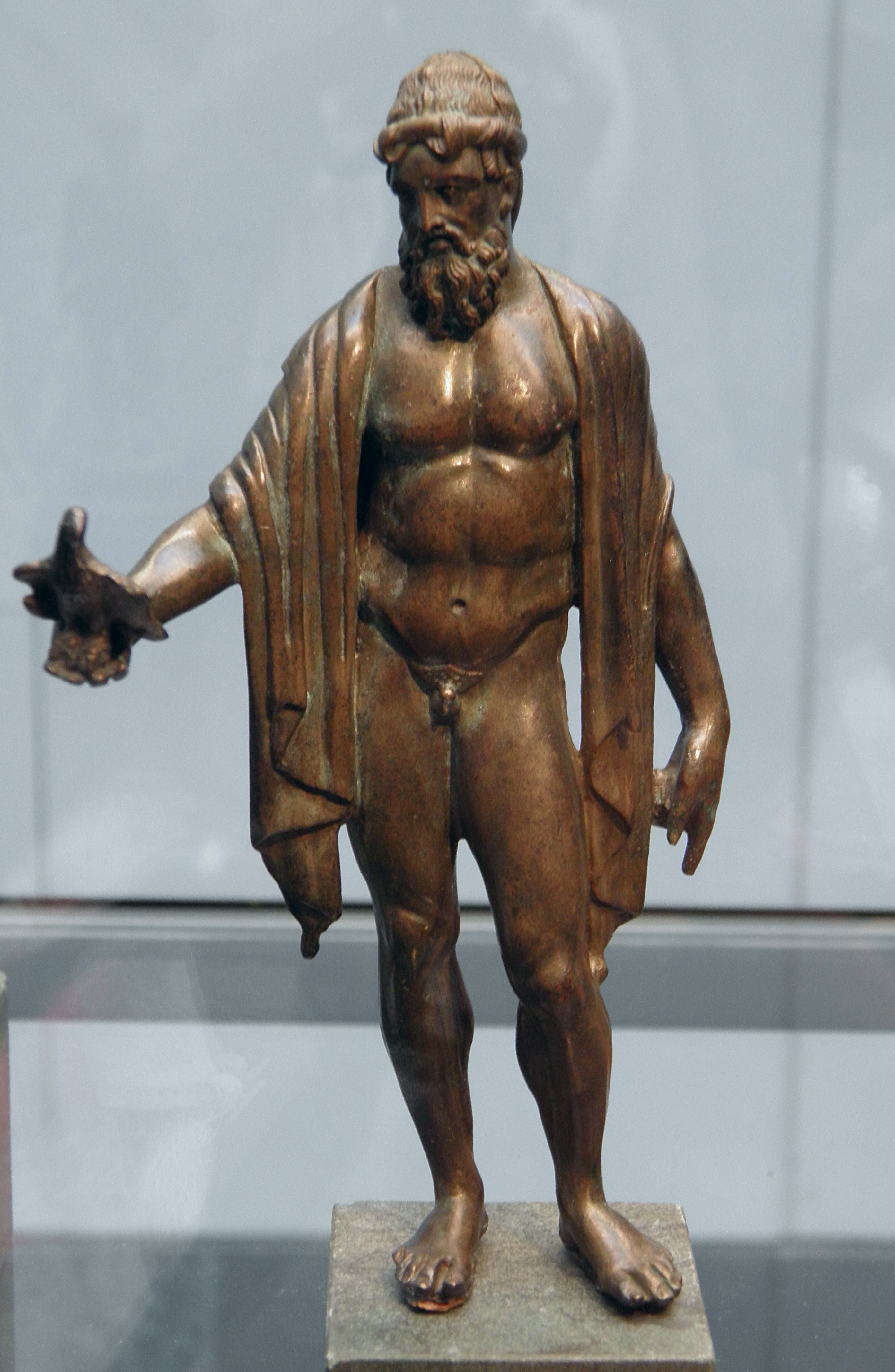
Júpiter en bronce, romano, siglo II.

Estatuillas en el arte oriental

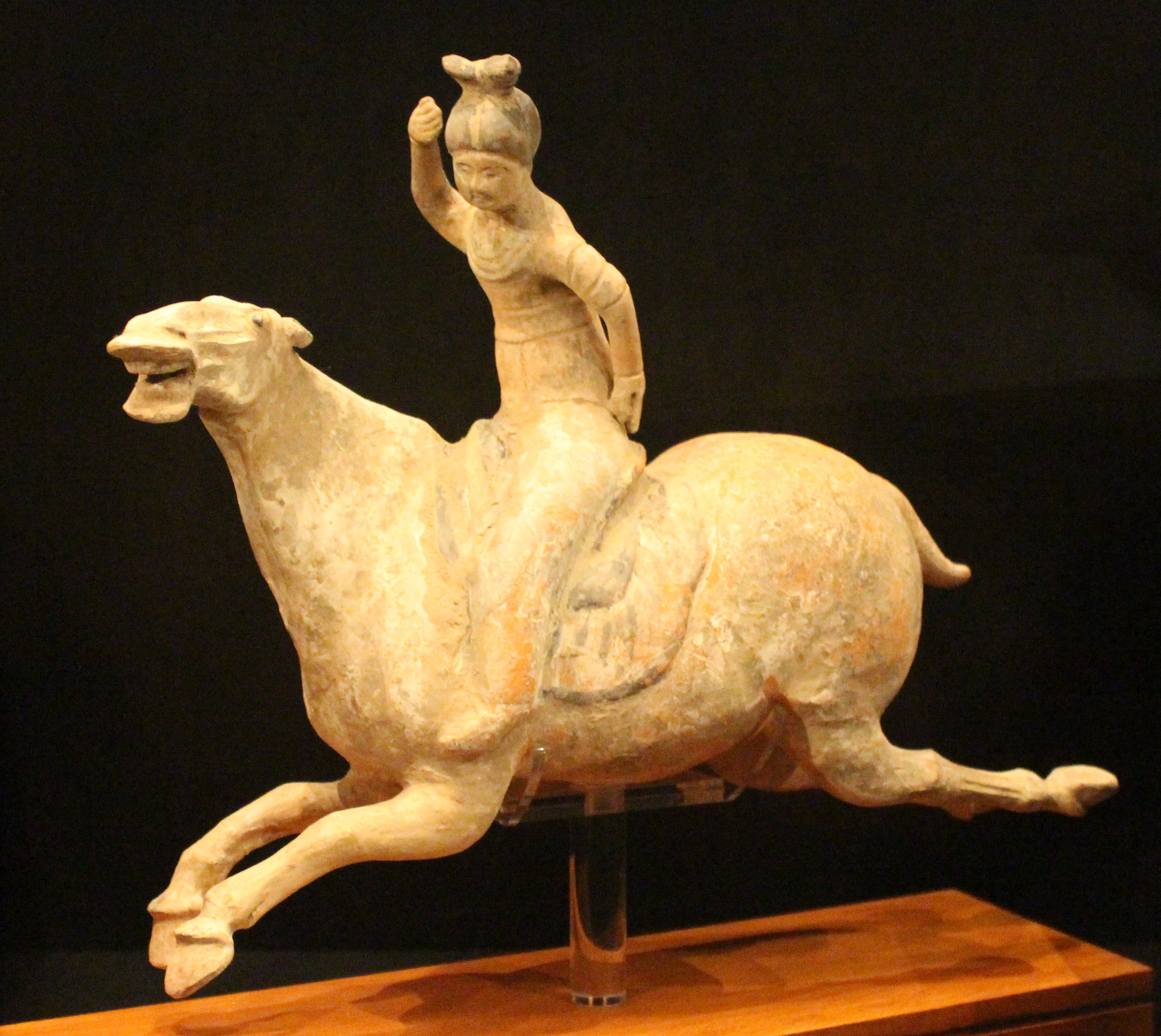
Estatuilla funeraria china de la dinastía Tang.
Estatuilla japonesa, ca. 1700.

Estatuillas en el arte precolombino
- Estatuillas olmecas[5] arte olmeca
- Estatuilla sedente de Mictlantecuhtli

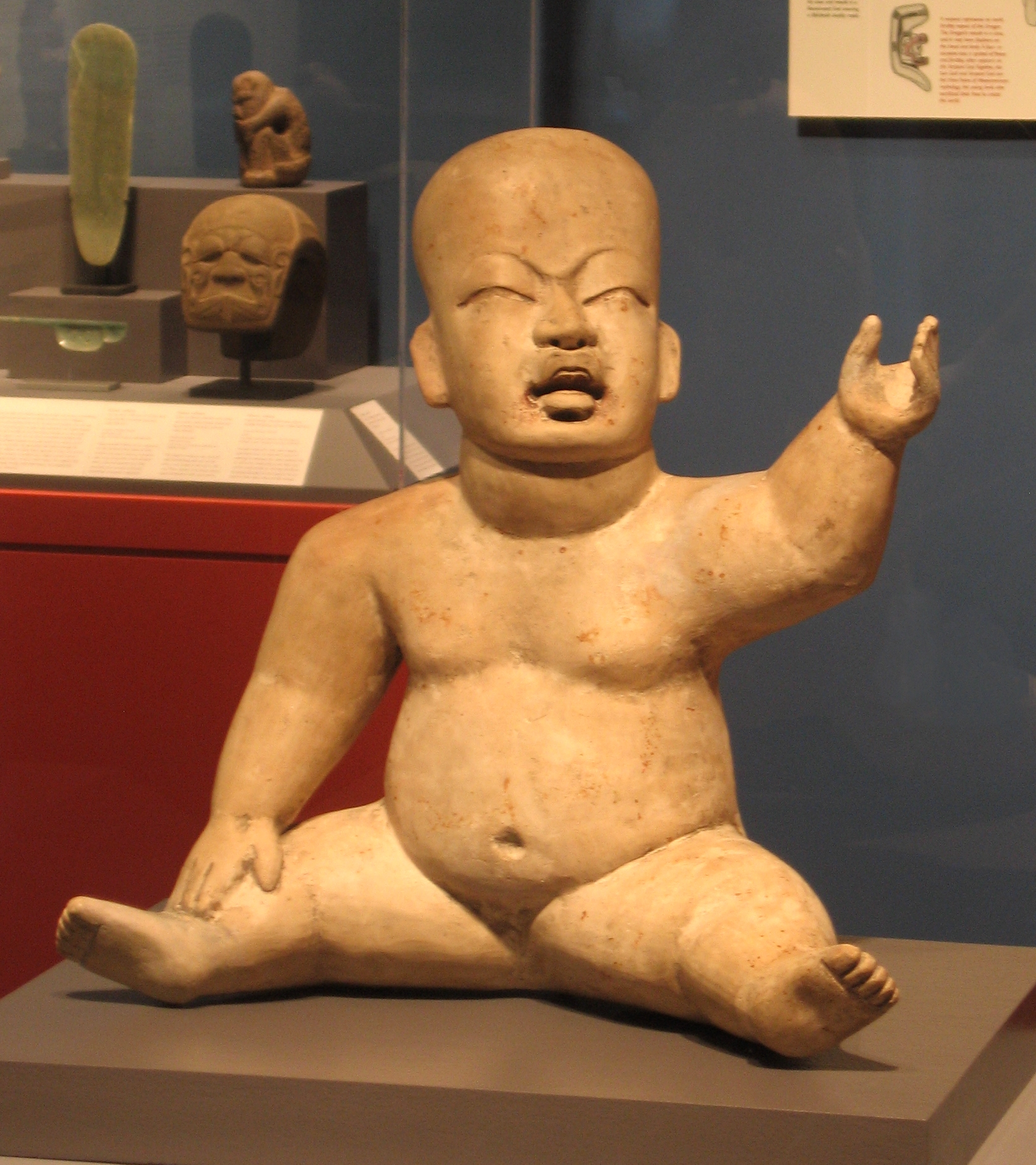
Estatuilla olmeca, 1000-300 a. C.
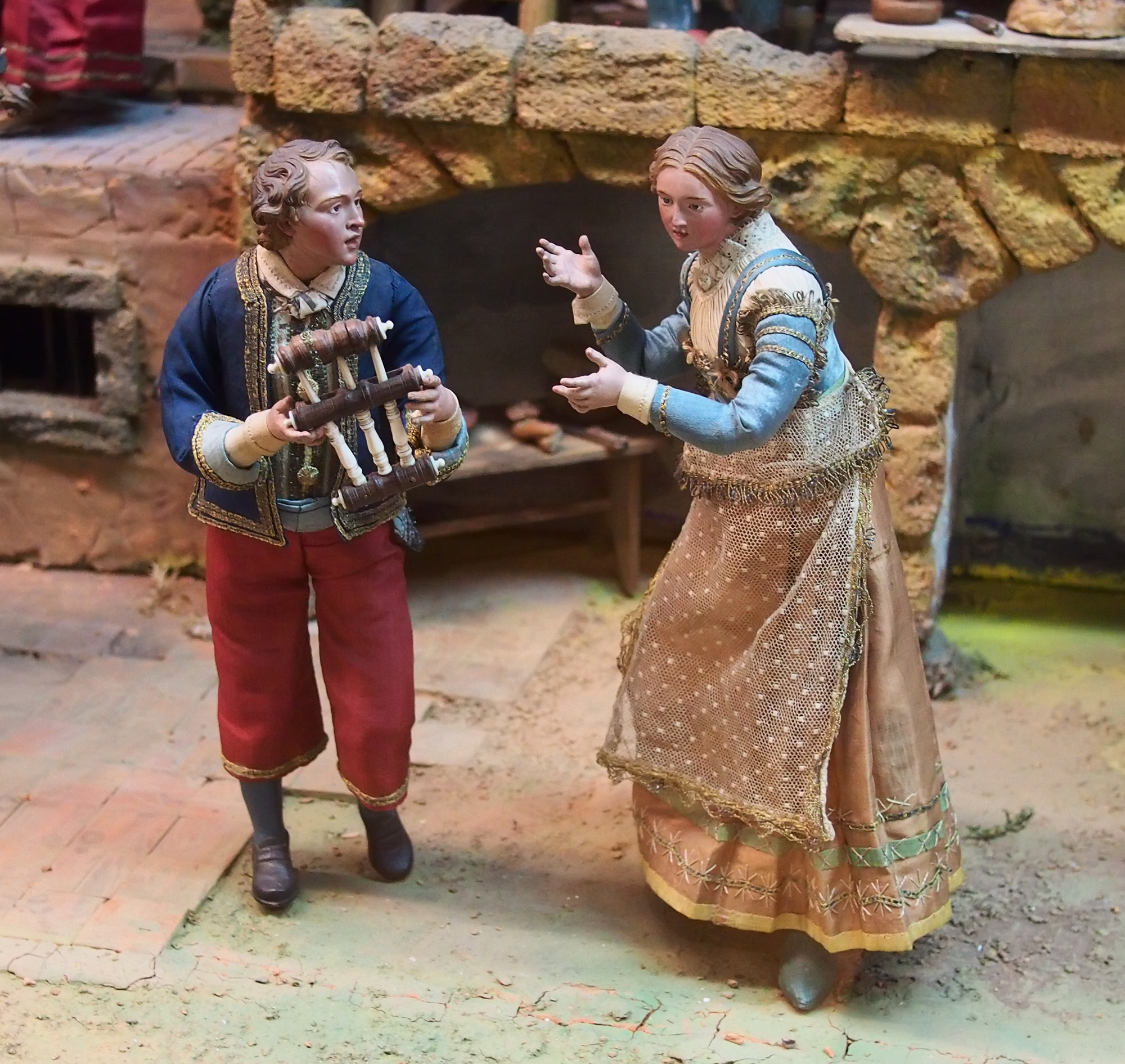
Figuritas de belén napolitano. Museo de Escultura de Valladolid.
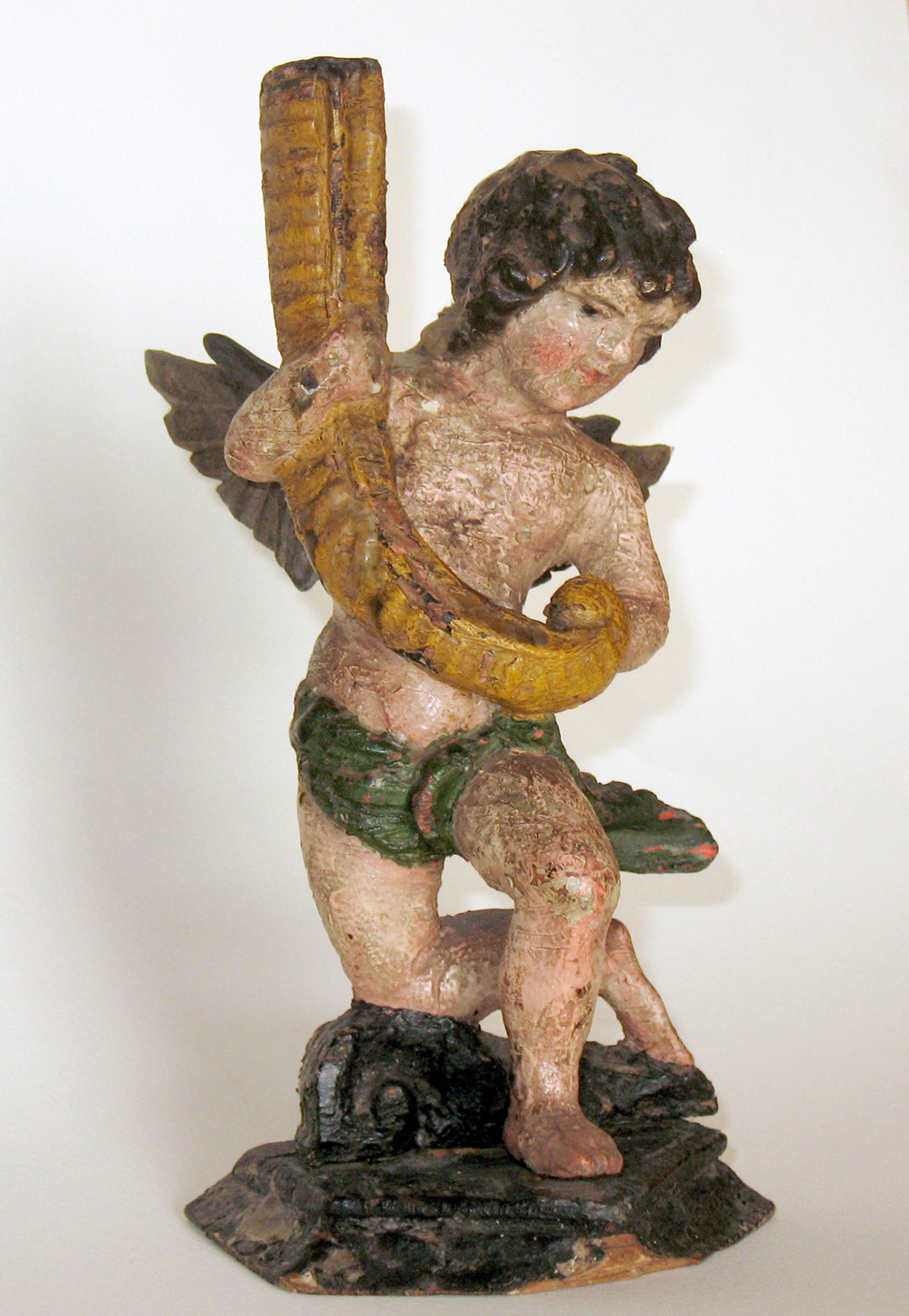
Putto de Val Gardena. Siglo XVIII.

Entre las estatuillas producidas en Europa medieval destacan la estatuilla ecuestre de Carlomagno (siglo IX, posiblemente un ensamblaje de estatuillas de distintas procedencias) y las de la obra de orfebrería denominada "el corcel dorado" (comienzos del XV).
Las figuritas de belén (belenismo), tanto populares como aristocráticas, se realizan desde el siglo XIII (Francisco de Asís); alcanzaron gran desarrollo en Italia y España desde el siglo XVIII (belenes napolitanos).
En Val Gardena (Tirol del Sur, norte de Italia) se producen desde el siglo XVII figuras de escenas de género (escenas galantes, mendigos, santos) talladas en madera de pino.

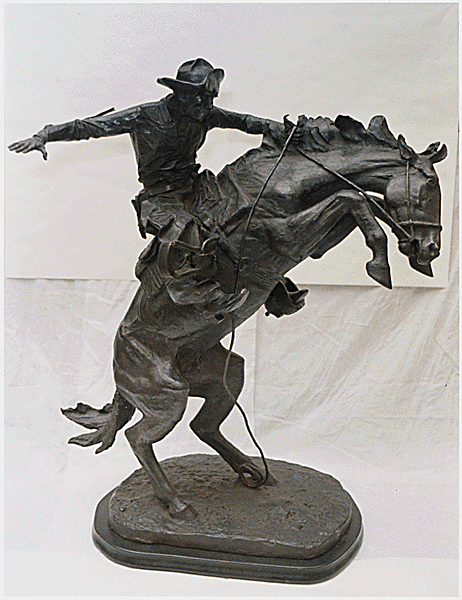
Bronco Buster,[7] de Frederic Remington (1985).

## Productos infantiles y de consumo masivo contemporáneo
Las estatuillas o figuras de pequeño tamaño para ser usadas como juguetes, articuladas o no, y muy a menudo parte del merchandising de cómics (superhéroes), series de televisión o películas, son un objeto de consumo masivo por el público infantil y adolescente, y llegan a ser objeto de coleccionismo y maquetismo. 
- Muñecos
- Muñecas
- Casas de muñecas
- Soldaditos

- Soldado de juguete
- Soldado de plástico
- Soldado de plomo

- Miniaturas de metal

## Arte popular
En la faceta del arte popular que recibe la denominación peyorativa kitsch, hay una abundante producción de lo que en inglés se denomina model figure: Precious Moments, Hummel, Bobblehead, Sebastian Miniatures, etc. Destacan dos productores de porcelanas: la inglesa Royal Doulton y la española Lladró.
Los temas pueden ser muy variados, desde los románticos hasta los folklóricos, pasando por las estatuillas animales o figurillas animales, como las figuritas de caballos. En España, e internacionalmente por su vinculación con el turismo, se ha convertido en un tópico cultural la muñeca bailarina flamenca (Muñecas Marín).

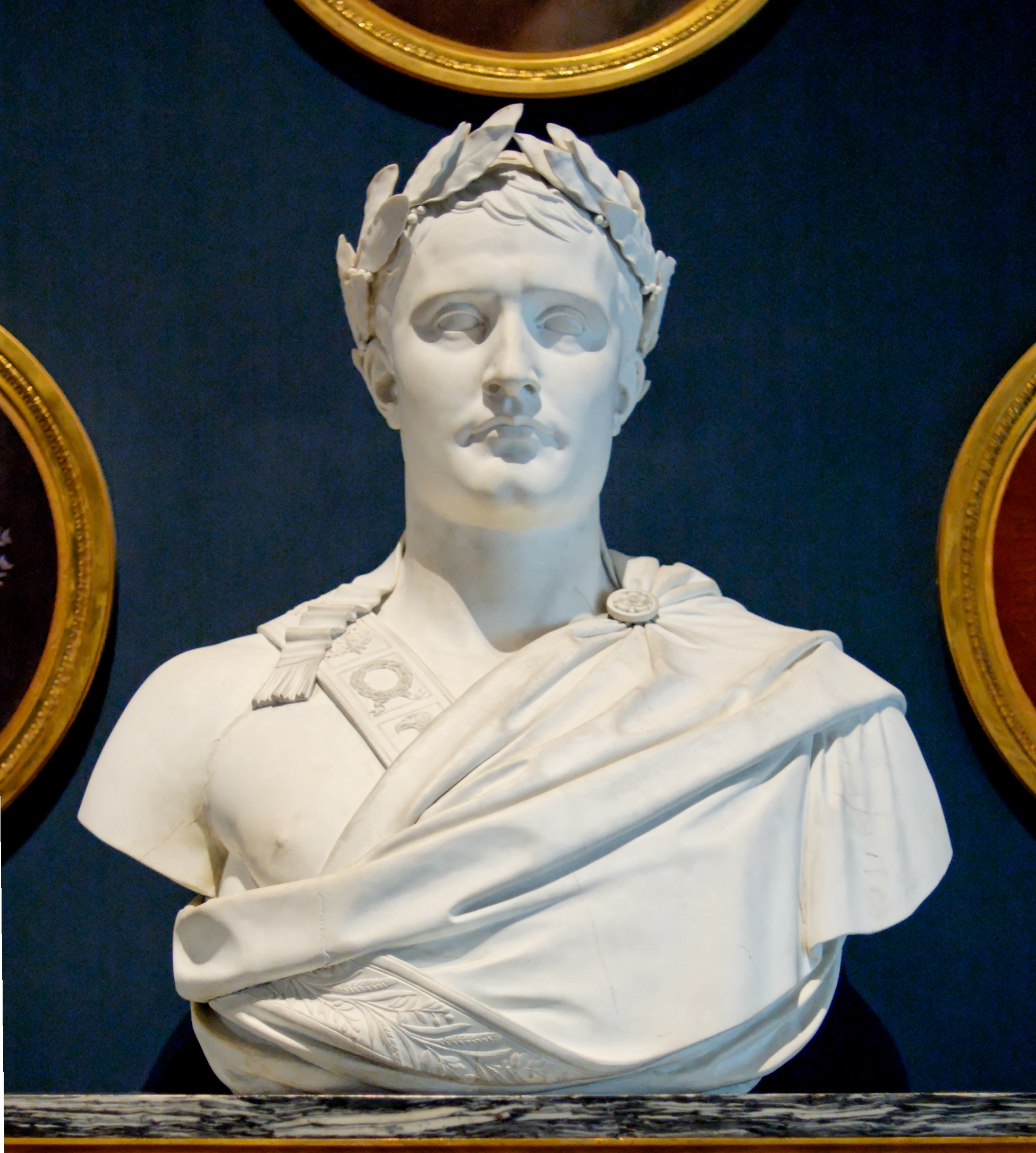
Estatuilla de Napoleón en biscuit, 1811.
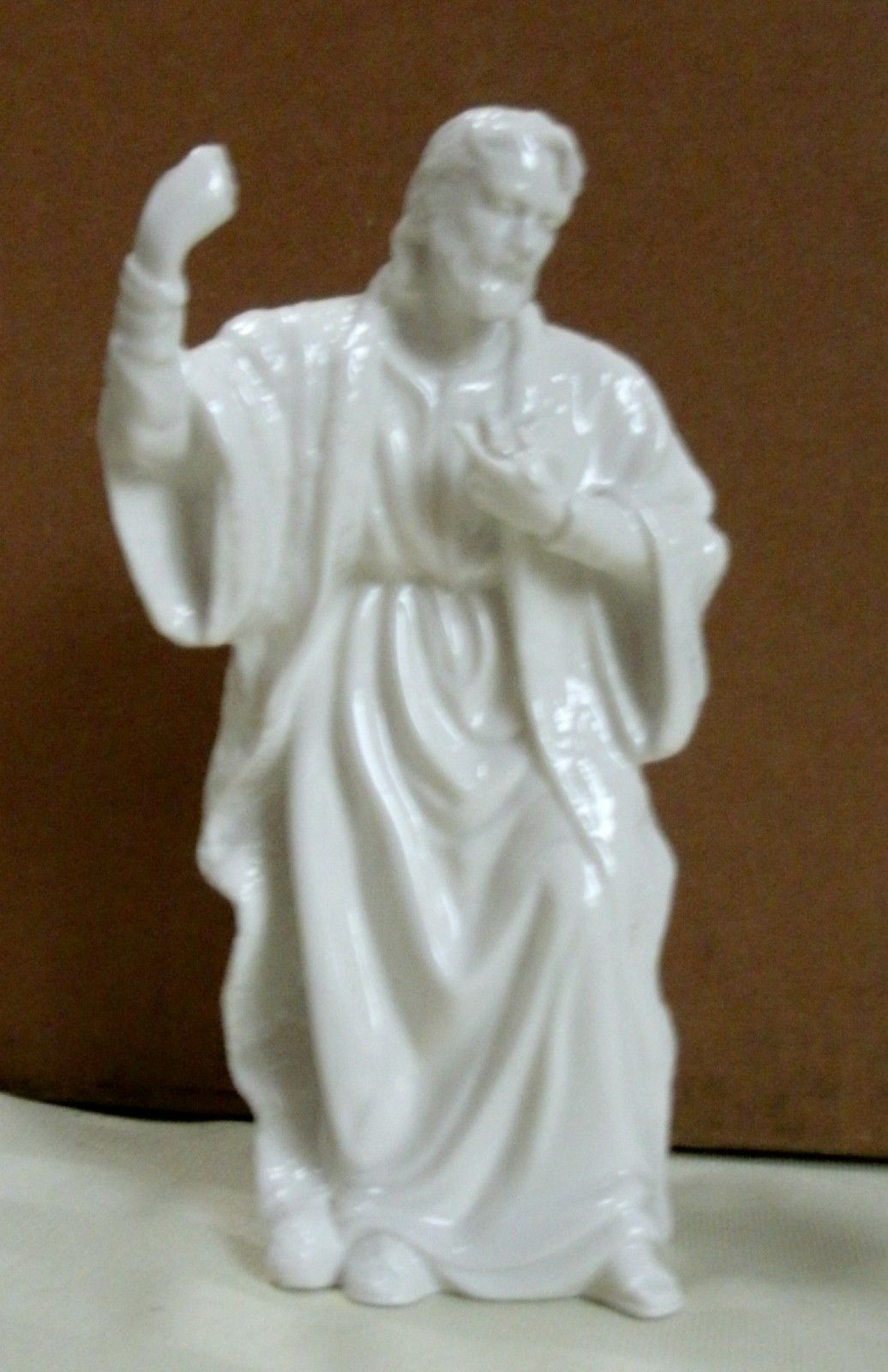
Estatuilla de San José en porcelana Franklin Mint.
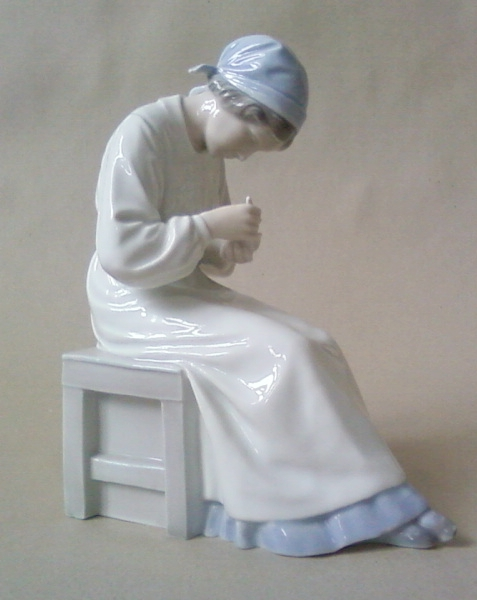
Pintora de porcelanas, de Jens Peter Dahl-Jensen.[18] Porcelana Bing & Grøndahl,[19] Copenhague.
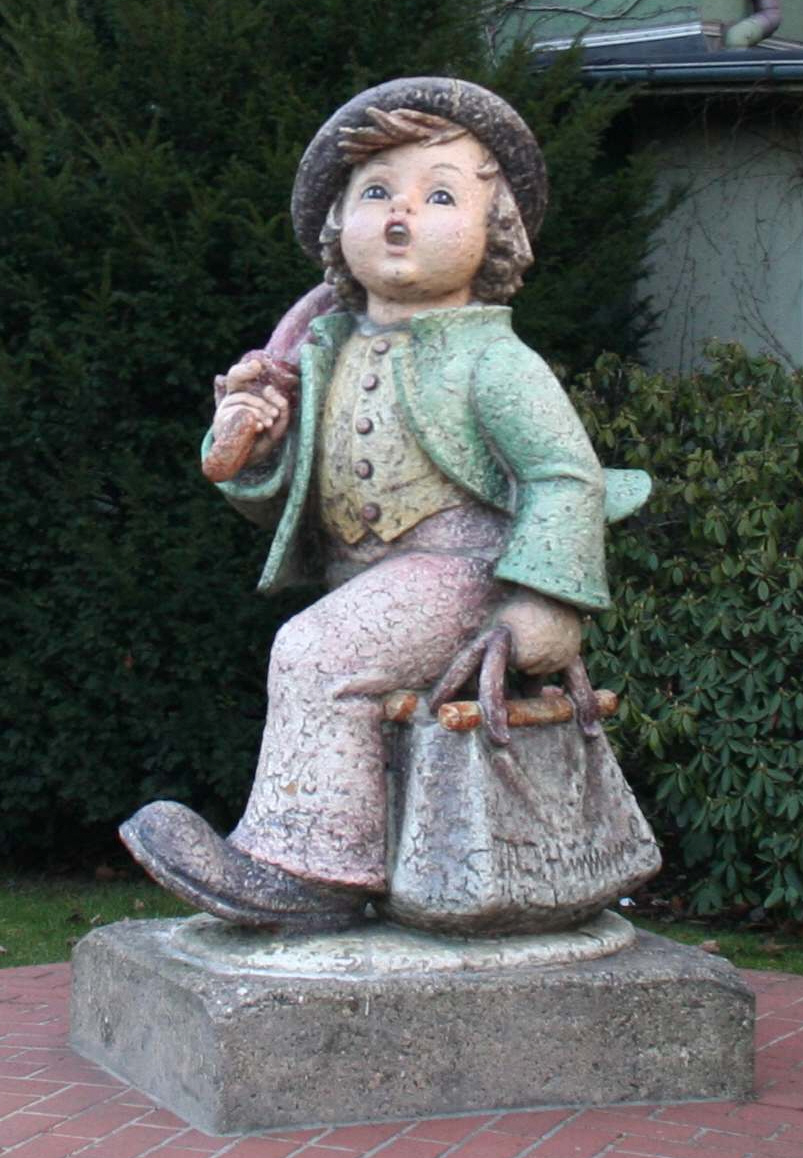
Figurita Hummel, reproducción en tamaño natural.
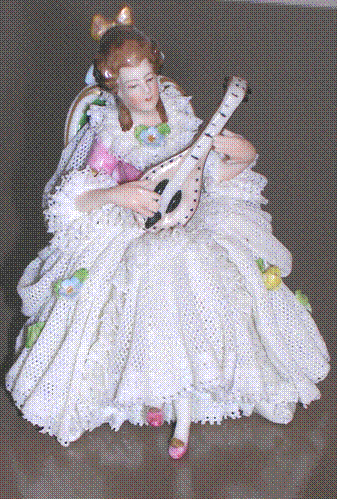
Figurita de porcelana de Dresde.

## Estatuilla como trofeo
Es común entregar estatuillas como trofeo.

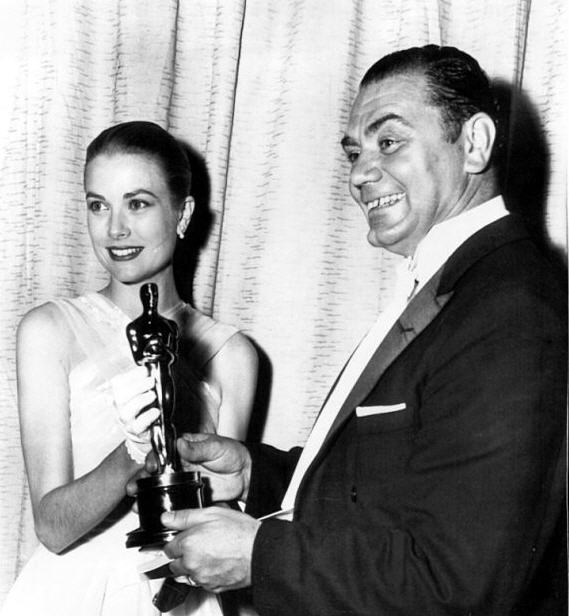
Grace Kelly entrega la estatuilla del Óscar a Ernest Borgnine.
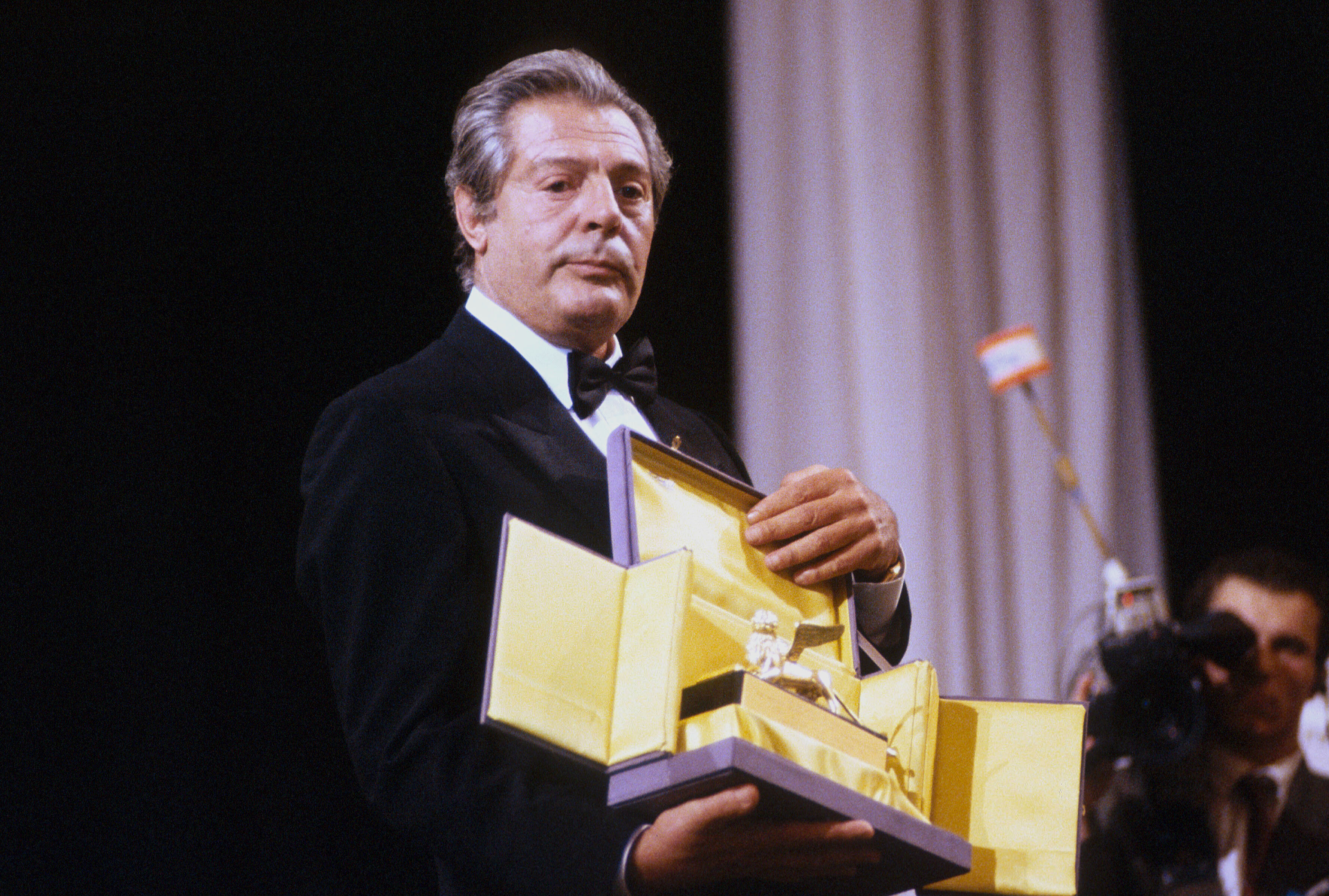
Marcello Mastroianni recibiendo la estatuilla del León de oro del Festival de Venecia.